# Viver d'empreses

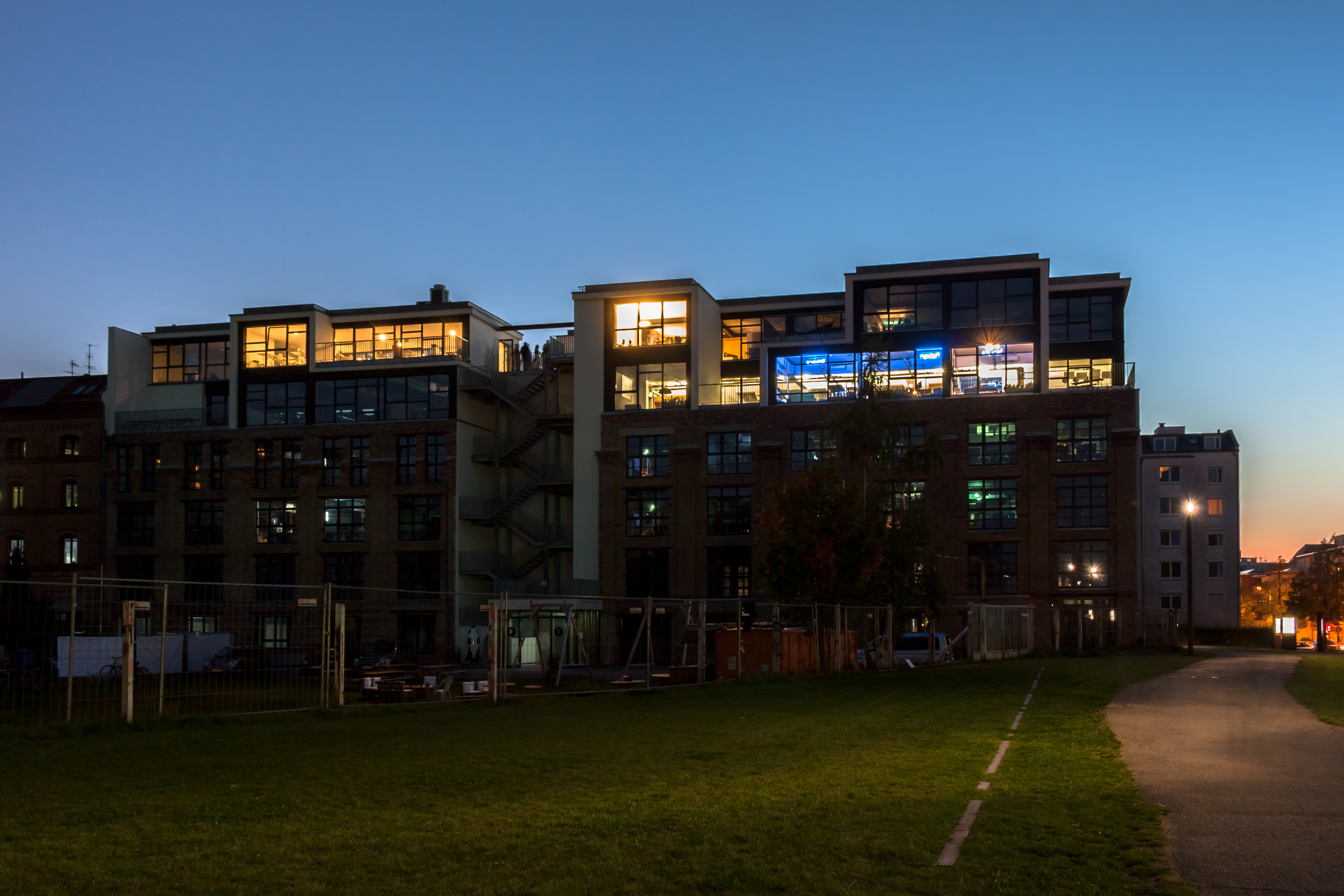
Una incubadora d'empreses a Berlín-Mitte al capvespre.

Un viver d'empreses, o incubadora d'empreses, és una instal·lació destinada a donar suport a les noves companyies, oferint múltiples serveis per sota de preu de mercat, durant els primers mesos o anys d'activitat empresarial.
Les estadístiques destaquen que els vivers d'empreses afavoreixen la creació i la consolidació d'empreses. A la Unió Europea el 89% d'empreses que havien estat a un viver d'empreses continuaven funcionant després de 3 anys, segons dades del 2008 de la European BIC Network.

## Història
Els vivers d'empreses van desenvolupar-se per primer cop als Estats Units d'Amèrica a mitjans del segle xx i posteriorment van proliferar arreu del món. L'origen de la idea apareix per primer cop l'any 1942, quan l'Student Agencies Inc., a Ithaca (Nova York), va iniciar un sistema semblant al de la incubació de companyies pels estudiants.
El 1946, exalumnes de la Massachusetts Institute of Technology van crear unes instal·lacions, semblants a un viver d'empreses, fora de la comunitat estudiantil per l'American Research Development (ARD). El seu objectiu era oferir capital de risc a emprenedors.
El primer viver d'empreses com es coneix avui en dia va aparèixer el 1959 quan Charles Mancuso i la seva família van comprar un obsolet magatzem industrial, el Batavia Industrial Center (BIC), a l'estat de Nova York i el van fer servir per crear llocs de treball a Batavia, que patia una situació econòmica greu. A partir de 1960 els vivers d'empreses es van començar a estendre pels EUA i el seu creixement va augmentar exponencialment durant la dècada dels 70 i dels 80, en part a causa de la necessitat de revitalitzar regions que patien uns índexs d'atur importants per culpa de la menor necessitat de mà d'obra a les indústries bàsiques. Fou també durant els anys 80 quan el concepte s'importaria al Regne Unit i a Europa.
A partir del 1990 els vivers d'empreses continuarien expandint-se i n'apareixerien nous tipus que s'especialitzen en desenvolupament d'empreses de sectors específics: tecnologia, ciència…

## Serveis
Generalment els serveis que s'ofereixen en un viver d'empreses, a cost reduït, són els següents:
- Lloguer de despatxos o naus per a instal·lar-hi l'empresa.
- Serveis logístics i administratius compartits: comptabilitat, copisteria…
- Suport a la promoció econòmica amb personal professional en el camp de l'empresa: pla de consolidació, cerca de finançament…
- Serveis d'informació telemàtics.
- Preus especials en accions de promoció a premsa i ràdio locals.
- Informació sobre subvencions.

Aquests serveis augmenten les probabilitats que les empreses es consolidin. Passat un termini màxim establert, que a Catalunya sol ser de 4 anys, les empreses han de buscar un nou espai per continuar l'activitat empresarial.